# 花样滑冰的跳跃动作
花样滑冰的跳跃动作，是花样滑冰的主要技术动作之一。在花样滑冰男子单人滑、女子单人滑和双人滑三个项目的重大比赛中，要取得好的名次，高品質的跳跃动作不可或缺。

## 基本分类
根据起跳方式的不同（起跳足的冰刀用前刃或者后刃、以及用内刃或者外刃），可将常见的标准跳跃动作分为六种，每种难度不同。
由于运动员在跳跃过程中往往有空中转体动作，因此又可分为一周跳、两周跳、三周跳和四周跳，周数越多难度越高。目前世界一流的男运动员大多能在一套节目（4分多钟）内完成一至三个的四周跳，而大部分世界一流的女运动员则能够完成所有种类的三周跳（除了三周半跳），2018年後，一流的女選手也可完成一至三個四周跳，其中特魯索娃曾在2022北京冬奥会中完成5個4周跳。
正如人有惯用右手和惯用左手之分一样，花样滑冰运动员根据个人完成跳跃动作的习惯也分为逆时针旋转和顺时针旋转两种类型。大多数花样滑冰运动员是采用逆时针旋转完成跳跃动作。逆时针旋转和顺时针旋转并不影响运动员的比赛成绩。

## 常见跳跃动作
根据起跳方式的不同，有以下六种常见的跳跃动作：
- 后外点冰跳，簡寫為T，也称外点跳，即，是六種常见跳跃动作中技术难度最低的。
- 后内跳，簡寫為S，也称后内结环跳，即，是六種常见跳跃动作中技术难度第二低的。
- 后外跳，簡寫為Lo，也称后外结环跳，鲁普跳，即，是六種常见跳跃动作中技术难度第三低的。
- 后内点冰跳，簡寫為F，也称内点跳，菲利普跳，即，是六種常见跳跃动作中技术难度第三高的。
- 勾手跳，簡寫為Lz，也称鲁兹跳，即，是六種常见跳跃动作中技术难度第二高的。
- 一周半跳，簡寫為A，也称阿克塞尔跳，即，是六種常见跳跃动作中技术难度最高的。

这六种跳跃动作的区别如下：
| 跳跃动作   | 起跳状态 | 起跳状态 | 起跳状态 | 起跳状态       | 起跳后转体方向 | 落冰状态 | 落冰状态 | 落冰状态           | 落冰状态 |
| ---------- | -------- | -------- | -------- | -------------- | -------------- | -------- | -------- | ------------------ | -------- |
| 跳跃动作   | 滑行方向 | 起跳足   | 起跳刃   | 另一足状态     | 起跳后转体方向 | 落冰足   | 落冰刃   | 另一足状态         | 滑行方向 |
| 后外点冰跳 | 向后     | 右足     | 后外刃   | 左足刀齿点冰   | 逆时针         | 右足     | 后外刃   | 左足冰刀不接触冰面 | 向后     |
| 后外点冰跳 | 向后     | 左足     | 后外刃   | 右足刀齿点冰   | 顺时针         | 左足     | 后外刃   | 右足冰刀不接触冰面 | 向后     |
| 后内跳     | 向后     | 左足     | 后内刃   | 右足刀齿不点冰 | 逆时针         | 右足     | 后外刃   | 左足冰刀不接触冰面 | 向后     |
| 后内跳     | 向后     | 右足     | 后内刃   | 左足刀齿不点冰 | 顺时针         | 左足     | 后外刃   | 右足冰刀不接触冰面 | 向后     |
| 后外跳     | 向后     | 右足     | 后外刃   | 左足刀齿不点冰 | 逆时针         | 右足     | 后外刃   | 左足冰刀不接触冰面 | 向后     |
| 后外跳     | 向后     | 左足     | 后外刃   | 右足刀齿不点冰 | 顺时针         | 左足     | 后外刃   | 右足冰刀不接触冰面 | 向后     |
| 后内点冰跳 | 向后     | 左足     | 后内刃   | 右足刀齿点冰   | 逆时针         | 右足     | 后外刃   | 左足冰刀不接触冰面 | 向后     |
| 后内点冰跳 | 向后     | 右足     | 后内刃   | 左足刀齿点冰   | 顺时针         | 左足     | 后外刃   | 右足冰刀不接触冰面 | 向后     |
| 勾手跳     | 向后     | 左足     | 后外刃   | 右足刀齿点冰   | 逆时针         | 右足     | 后外刃   | 左足冰刀不接触冰面 | 向后     |
| 勾手跳     | 向后     | 右足     | 后外刃   | 左足刀齿点冰   | 顺时针         | 左足     | 后外刃   | 右足冰刀不接触冰面 | 向后     |
| 一周半跳   | 向前     | 左足     | 前外刃   | 右足刀齿不点冰 | 逆时针         | 右足     | 后外刃   | 左足冰刀不接触冰面 | 向后     |
| 一周半跳   | 向前     | 右足     | 前外刃   | 左足刀齿不点冰 | 顺时针         | 左足     | 后外刃   | 右足冰刀不接触冰面 | 向后     |

根据国际滑冰联盟（ISU）于2022-2023年賽季啟用的新規定，跳跃的基础分值见下表：
| 中文名称       | 英文全称     | 英文缩写 | 空中旋转 | 基础分值 | 备注 |
| -------------- | ------------ | -------- | -------- | -------- | --- |
| 后外点冰一周跳 |              | 1T       | 360度    | 0.4      | |
| 后内一周跳     |              | 1S       | 360度    | 0.4      | |
| 后外一周跳     |              | 1Lo      | 360度    | 0.5      | |
| 優勒跳         | single Euler | 1EU      | 360度    | 0.5      | 2018-19賽季起將原本組合跳躍中的Loop改稱為Euler |
| 后内点冰一周跳 |              | 1F       | 360度    | 0.5      | |
| 勾手一周跳     |              | 1Lz      | 360度    | 0.6      | |
| 一周半跳       |              | 1A       | 540度    | 1.1      | |
| 后外点冰两周跳 |              | 2T       | 720度    | 1.3      | |
| 后内两周跳     |              | 2S       | 720度    | 1.3      | |
| 后外两周跳     |              | 2Lo      | 720度    | 1.7      | |
| 后内点冰两周跳 |              | 2F       | 720度    | 1.8      | |
| 勾手两周跳     |              | 2Lz      | 720度    | 2.1      | |
| 两周半跳       |              | 2A       | 900度    | 3.3      | |
| 后外点冰三周跳 |              | 3T       | 1080度   | 4.2      | |
| 后内三周跳     |              | 3S       | 1080度   | 4.3      | |
| 后外三周跳     |              | 3Lo      | 1080度   | 4.9      | |
| 后内点冰三周跳 |              | 3F       | 1080度   | 5.3      | |
| 勾手三周跳     |              | 3Lz      | 1080度   | 5.9      | |
| 三周半跳       |              | 3A       | 1260度   | 8.0      | 目前几乎所有的男运动员可以完成，但只有极少数女运动员 在正式比赛中完成过 |
| 后外点冰四周跳 |              | 4T       | 1440度   | 9.5      | 目前只有少数男运动员和兩位女運動員亞歷山德拉·特魯索娃、卡米拉·瓦莉娃在正式比赛中完成過 (女選手安娜·謝爾巴科娃則在練習中成功過) |
| 后内四周跳     |              | 4S       | 1440度   | 9.7      | 目前只有較少数男运动员和五位女运动员（安藤美姬、亞歷山德拉·特魯索娃、伊莉莎白·圖爾辛巴耶娃 、紀平梨花及卡米拉·瓦莉娃）在正式比赛中完成过 |
| 后外四周跳     |              | 4Lo      | 1440度   | 10.5     | 目前只有男運動員羽生結弦、宇野昌磨、陳巍、达尼埃尔·格拉斯尔、阿列克謝·克拉斯諾仲、馬卡·伊格納托夫以及马泰奥·里佐在正式比赛中完成过 |
| 后内点冰四周跳 |              | 4F       | 1440度   | 11.0     | 目前只有男運動員宇野昌磨、陈巍、周知方、丹尼爾·格拉索和亞歷山大·薩馬林以及女運動員亞歷山德拉·特魯索娃和安娜·謝爾巴科娃在正式比赛中完成过 |
| 勾手四周跳     |              | 4Lz      | 1440度   | 11.5     | 目前只有男運動員金博洋、陈巍、周知方、羽生結弦、米哈伊爾·科爾亞達、丹尼爾·格拉索、亞歷山大·薩馬林、亚当·萧因法、德米特里·阿利耶夫、安德烈·拉祖金、佐藤駿、亞歷山大·謝列夫科和女運動員亞歷山德拉·特魯索娃、劉美賢、安娜·謝爾巴科娃在正式比赛中完成过 |
| 四周半跳       |              | 4A       | 1620度   | 12.5     | 目前僅伊利亞·馬里寧在正式比賽成功完成過 |

## 连跳
一些较高水平的运动员，能够在很短的时间内连续完成两个甚至更多的跳跃动作，由此形成联合跳跃和连续跳跃两种连跳方式。

### 联合跳跃
联合跳跃，即，又稱組合跳躍，是由时间上紧密相连的两个或三个跳跃组成。第一个跳跃的落冰足必须是第二个跳跃的起跳足，如果有第三个跳跃，则第二个跳跃的落冰足也必须是第三个跳跃的起跳足。一个联合跳跃的前后两跳之间，不允许有任何步法、转体和换刃动作，否则就是连续跳跃而非联合跳跃。但有个特例，即如果前后两跳之间，一足的3字转体不触及冰面，另一足保持动作，也被认为是一个联合跳跃（包含了一个错误）；否则，如果转体时另一足触及了冰面，就变成了一个连续跳跃。另外，如果其中包含了不属于六种常见跳跃动作的其它跳跃动作（如后外半周跳），则被认为是一个连续跳跃而不是联合跳跃。联合跳跃有多种简写方式，例如勾手三周跳接后外点冰两周跳的联合跳跃，常简写为3 Lutz + 2 Toeloop、3 Lutz + 2 Toe或3Lz + 2T，中间的“+”可以换成“/”或“-”。
目前國際溜冰總會规定，男子单人滑和女子单人滑的短节目比赛中，必须有一个由两个跳跃组成的联合跳跃。
联合跳跃是花样滑冰比赛中最常见的双刃剑之一。由于联合跳跃难度较大，很多运动员在比赛时往往出现失误甚至跌倒，从而直接影响比赛成绩。但一旦运动员漂亮的完成了高难度的联合跳跃，又能明显提升比赛成绩。因此世界一流的运动员往往都会在力所能及的范围内练习高难度的联合跳跃。

### 连续跳跃
连续跳跃，即，是由任意数量的跳跃和任意数量的单足跳旋转，以及每个动作后的转体动作组成。在任何单足跳和（或）任何跳跃之间不能有超过一周的旋转。一个连续跳跃应当是持续的和有节奏的，且不允许有交叉步。连续跳跃也有多种简写方式，例如后外点冰三周跳接后内三周跳的连续跳跃，常简写为3 Toeloop + 3 Salchow + SEQ或3T + 3S + SEQ。中间的“＋”可以换成“/”或“-”（“SEQ”来自英语“sequence”）。自2022-23賽季起連續跳躍能個得到完整的跳躍分數，但規定第二或第三個跳躍必須包含至少一個Axel跳躍。

## 抛跳
抛跳，即，是双人滑特有的动作。一般情况下，是女运动员借助男伴抛出的力量完成一个标准的跳跃动作。出于多种原因，目前國際溜冰總會只允许男运动员抛出女伴，不允许女运动员抛出男伴。
根據國際滑冰總會（ISU）於2022-2023年賽季啟用的新規定，拋跳的基礎分值見下表：
| 中文名称         | 英文全称 | 英文缩写 | 空中旋转 | 基础分值 | 备注                                  |
| ---------------- | -------- | -------- | -------- | -------- | ------------------------------------- |
| 后外点冰一周抛跳 |          | 1TTh     | 360度    | 1.1      |                                       |
| 后内一周抛跳     |          | 1STh     | 360度    | 1.1      |                                       |
| 后外一周抛跳     |          | 1LoTh    | 360度    | 1.4      |                                       |
| 后内点冰一周抛跳 |          | 1FTh     | 360度    | 1.4      |                                       |
| 勾手一周抛跳     |          | 1LzTh    | 360度    | 1.4      |                                       |
| 一周半抛跳       |          | 1ATh     | 540度    | 2.2      |                                       |
| 后外点冰两周抛跳 |          | 2TTh     | 720度    | 2.5      |                                       |
| 后内两周抛跳     |          | 2STh     | 720度    | 2.5      |                                       |
| 后外两周抛跳     |          | 2LoTh    | 720度    | 2.8      |                                       |
| 后内点冰两周抛跳 |          | 2FTh     | 720度    | 3.0      |                                       |
| 勾手两周抛跳     |          | 2LzTh    | 720度    | 3.0      |                                       |
| 两周半抛跳       |          | 2ATh     | 900度    | 4.0      |                                       |
| 后外点冰三周抛跳 |          | 3TTh     | 1080度   | 4.4      |                                       |
| 后内三周抛跳     |          | 3STh     | 1080度   | 4.4      |                                       |
| 后外三周抛跳     |          | 3LoTh    | 1080度   | 5.0      |                                       |
| 后内点冰三周抛跳 |          | 3FTh     | 1080度   | 5.3      | 目前只有少数选手 在正式比赛中完成过   |
| 勾手三周抛跳     |          | 3LzTh    | 1080度   | 5.3      | 目前只有极少数选手 在正式比赛中完成过 |
| 三周半抛跳       |          | 3ATh     | 1260度   | 6.0      | 目前只有一对选手 在正式比赛中完成过   |
| 后外点冰四周抛跳 |          | 4TTh     | 1440度   | 6.5      | 目前没有人能在正式比赛中完成          |
| 后内四周抛跳     |          | 4STh     | 1440度   | 6.5      | 目前只有极少数选手 在正式比赛中完成过 |
| 后外四周抛跳     |          | 4LoTh    | 1440度   | 7.0      | 目前没有人能在正式比赛中完成          |
| 后内点冰四周抛跳 |          | 4FTh     | 1440度   | 7.5      | 目前没有人能在正式比赛中完成          |
| 勾手四周抛跳     |          | 4LzTh    | 1440度   | 7.5      | 目前没有人能在正式比赛中完成          |

## GOE值正負分
2018-2019年賽季起GOE（Grade of Execution，通常譯為執行分）從原本的±3分，更改到±5分。
通常在執行跳躍時，若執行的完美，GOE值是正分的評價;若跳躍出現雙腳或手觸冰、跌倒或用刃不清等，則GOE值會給與此跳負分的評價，GOE正一分的分值為基礎分加上1/10分，負一分為基礎分扣掉1/10分，依此類推，若GOE分數超過小數點第二位則四捨五入，下面列出單人/雙人在跳躍的各項加減分要素，但有個前提是如果該跳躍有出現跌倒、雙腳落冰、步伐滑出、錯刃以及跳躍被判降級等五種狀況，即使該跳躍符合其他加分要素，GOE最高仍只能為+2。

### 跳躍加分要素
達成以下標準一項即獲得GOE+1，兩項GOE+2，依此類推，至多加至5分，但GOE+4及+5必須滿足加粗的前三項條件：
- 漂亮的跳躍高度以及距離（如果是聯合跳躍或連續跳躍，則所有跳躍都必須達成才算）
- 漂亮的起跳及落冰
- 毫不費力的跳躍過程（包含聯合跳躍間的流暢節奏）
- 跳躍前的步法串聯、意想不到或富有創意的跳躍進入
- 在起跳至落冰的過程中保持漂亮的身體姿勢
- 契合音樂的跳躍構成
- 雙人滑中兩人有著良好的跳躍節奏及距離

### 跳躍扣分要素
每個要素包含一個扣分範圍，至多扣至5分，但在雙人滑中其中一人出現失誤或兩人出現相同失誤時，扣分相同：	
- 在短曲中跳躍構成不符合規定（例如跳躍周數不符合規定、跳躍重複等），不論該跳躍是否有加分要素，最終GOE仍必定為-5 （2019-20賽季新增）
- 摔倒GOE-5
- 雙腳落冰GOE-3到-4
- 落冰時步法滑出（Step out）GOE-3到-4
- 聯合跳躍之間兩次轉三（Three turn）GOE-2到-3
- 聯合跳躍間出現變刃 GOE-1到-2 (2020-21賽季新增)
- F或Lz起跳時錯刃（記號為"e"）GOE-2到-4
- F或Lz起跳時用刃不清（記號為"!"）GOE-1到-2
- F或Lz起跳時用刃不清（沒有記號）GOE-1
- 粗劣/作弊方式的起跳GOE-2到-3
- 跳躍被降級（Downgraded 記號為<<）GOE-3到-4
- 跳躍不足圈（Under-rotated，記號為<）GOE-2到-3
- 跳躍圈數剛好不足1/4圈（Landed on the quarter，記號為q）GOE-2 (2020-21賽季新增)
- 跳躍圈數缺失少於1/4圈（Less than quarter missing，沒有符號）GOE-1 (2020-21賽季新增)
- 優勒跳跨步（Step over）或跳躍不清GOE-1到-3（2019-20賽季新增）
- 粗劣的跳躍速度、高度或距離以及在空中的姿勢GOE-1到-3
- 雙手觸冰GOE-2或-3
- 單手觸冰或浮足觸冰GOE-1到-2
- 聯合/連續跳躍之間不流暢、失去方向或節奏GOE-1到-3
- 粗劣的落冰（如不漂亮的姿勢、錯刃或浮足刮冰等）GOE-1到-3
- 起跳準備時間過長GOE-1到-3（2019-20賽季新增）
- 雙人滑中兩人同步跳躍圈數不同GOE-1到-2
- 雙人滑中兩人同步跳躍彼此距離過遠GOE-1到-3
- 雙人滑拋跳中男伴有著粗劣的拋丟姿勢GOE-1到-2
- 雙人滑中兩人跳躍時不同步GOE-1到-3

## 跳躍不足圈
Under-rotated，通常譯為不足圈或存周，是指在執行預定的跳躍時，比預定的跳躍圈數少1/4-1/2圈，則會出現「<」的符號，此跳的基礎分會降低並有另外的計算分值;若圈數少超過1/2以上的，則此跳的難度會被判降一圈，符號為「<<」，也有相應的基礎分值，於2020-21賽季新增跳躍缺失圈數剛好落在1/4圈的規定，小分表註記為「q」，基礎分值不變但執行分會得到負分。

## 跳躍圈數過多
2019-20賽季起新增跳躍過圈（Over-rotated），是指選手在跳躍時如果跳出超過該跳躍的1/4圈，會被認定為欲執行更高一圈跳躍但會被技術裁判判定為降級，例如一位選手跳了2T又多了1/4圈，在記分板上會被判定為3T「<<」。

## 用刃不清
用刃的問題是出現在F和Lz，若用刃不清，符號是「!」，此跳躍的基礎分值不變但GOE也許會被判負分;若用錯刃，符號是「e」，GOE會給與負分，並且有額外較低的基礎分值，另外跳躍如果同時發生不足圈以及用錯刃的狀況，會有更低的相應基礎分值。

## 乘1.1倍
為了鼓勵難度安排的均衡，2018-2019年賽季啟用的新規則規定從原本的表演後半段所有跳躍都有加乘，改為短曲只有後半段完成的最後一個/組跳躍，長曲最後三個/組跳躍可以獲得10%的獎勵，1.1倍分數在裁判計分表上標記為「×」。

## 增加元素
現在有許多選手在跳躍時，都會加入Tano或Rippon的元素，爭取變化性。
- Tano就是在跳躍時把單手舉起。由Brian Boitano 發明。
- Rippon就是在跳躍時把雙手舉起。亞當·里彭雖不是發明者但是由他帶起風潮，故以他為名。
- 常見此元素的運動員：
  - 葉甫根尼婭·梅德韋傑娃
  - 阿麗娜·扎吉托娃
  - 阿廖娜·科斯托娜婭
  - 卡米拉·瓦莉娃
  - 亞歷山德拉·特魯索娃
  - 達里婭·潘娜科娃
  - 瑪利亞·索茨科娃

## 参看
- 花样滑冰